# Olympische Jugend-Winterspiele 2012/Teilnehmer (China)
| Gelbes Symbol für Goldmedaillen mit stilisierten Olympischen Ringen | Graues Symbol für Silbermedaillen mit stilisierten Olympischen Ringen | Braundes Symbol für Bronzemedaillen mit stilisierten Olympischen Ringen |
| ------------------------------------------------------------------- | --------------------------------------------------------------------- | ----------------------------------------------------------------------- |
| 7                                                                   | 4                                                                     | 4                                                                       |

Die Volksrepublik China nahm an den Olympischen Jugend-Winterspielen 2012 in Innsbruck mit 23 Athleten in acht Sportarten teil.

## Sportarten

### Biathlon
| Athleten       | Wettbewerb        | Zeit (Schießfehler) | Rang   |
| -------------- | ----------------- | ------------------- | ------ |
| Jungen         |                   |                     |        |
| Cheng Fangming | 7,5 km Sprint     | 19:21,7 min (1)     | Gold   |
| Cheng Fangming | 10 km Verfolgung  | 28:57,7 min (7)     | Bronze |
| Mädchen        |                   |                     |        |
| Song Na        | 6 km Sprint       | 19:19,2 min (2)     | 17     |
| Song Na        | 7,5 km Verfolgung | 23:25,0 min (7)     | 23     |
| Zhang Zhaohan  | 6 km Sprint       | 19:51,1 min (4)     | 23     |
| Zhang Zhaohan  | 7,5 km Verfolgung | 31:40,4 min (7)     | 17     |

### Curling
| Athleten                                  | Wettbewerb | Gruppenrunde | Gruppenrunde | Viertelfinale      | Viertelfinale      | Halbfinale         | Halbfinale         | Spiel um Bronze    | Spiel um Bronze    | Spiel um Bronze |
| Athleten                                  | Wettbewerb | Siege        | Niederlagen  | Gegner             | Ergebnis           | Gegner             | Ergebnis           | Gegner             | Ergebnis           | Rang            |
| ----------------------------------------- | ---------- | ------------ | ------------ | ------------------ | ------------------ | ------------------ | ------------------ | ------------------ | ------------------ | --------------- |
| Gemischt                                  |            |              |              |                    |                    |                    |                    |                    |                    |                 |
| Wang Jinbo, Yang Ying, Bai Yang, Cao Ying | Team       | 3            | 4            | nicht qualifiziert | nicht qualifiziert | nicht qualifiziert | nicht qualifiziert | nicht qualifiziert | nicht qualifiziert |                 |

### Eishockey
| Athleten   | Wettbewerb       | Qualifikation | Qualifikation | Finale             | Finale             |
| Athleten   | Wettbewerb       | Punkte        | Rang          | Punkte             | Rang               |
| ---------- | ---------------- | ------------- | ------------- | ------------------ | ------------------ |
| Jungen     |                  |               |               |                    |                    |
| Liu Qing   | Skills-Challenge | 12            | 7             | 13                 | 7                  |
| Mädchen    |                  |               |               |                    |                    |
| Sun Jiayue | Skills-Challenge | 4             | 12            | nicht qualifiziert | nicht qualifiziert |

### Eiskunstlauf
| Athleten           | Wettbewerb | Kurzprogramm | Kurzprogramm | Free Skating/Dance | Free Skating/Dance | Gesamt | Gesamt |
| Athleten           | Wettbewerb | Punkte       | Rang         | Punkte             | Rang               | Punkte | Rang   |
| ------------------ | ---------- | ------------ | ------------ | ------------------ | ------------------ | ------ | ------ |
| Jungen             |            |              |              |                    |                    |        |        |
| Yan Han            | Einzel     | 59,65        | 1            | 132,80             | 1                  | 192,45 | Gold   |
| Mädchen            |            |              |              |                    |                    |        |        |
| Li Zijun           | Einzel     | 50,92        | 3            | 106,78             | 2                  | 157,70 | Bronze |
| Paar               |            |              |              |                    |                    |        |        |
| Yu Xiaoyu Jin Yang | Paarlauf   | 51,79        | 1            | 102,03             | 1                  | 153,82 | Gold   |

### Eisschnelllauf
| Athleten     | Wettbewerb  | Durchgang 1 | Durchgang 2 | Gesamt      | Gesamt     |
| Athleten     | Wettbewerb  | Zeit        | Zeit        | Zeit        | Rang       |
| ------------ | ----------- | ----------- | ----------- | ----------- | ---------- |
| Jungen       |             |             |             |             |            |
| Liu An       | 500 m       | 37,67 s     | 37,83 s     | 75,50 s     | Gold       |
| Liu An       | 1500 m      |             |             | 2:00,28 min | Silber     |
| Liu An       | Massenstart |             |             | Überrundet  | Überrundet |
| Yang Fan     | 1500 m      |             |             | 1:54,20 min | Gold       |
| Yang Fan     | 3000 m      |             |             | 4:03,22 min | Gold       |
| Yang Fan     | Massenstart |             |             | 7:10,23 min | Gold       |
| Mädchen      |             |             |             |             |            |
| Shi Xiaoxuan | 500 m       | 41,98 s     | 42,34 s     | 84,32 s     | Silber     |
| Shi Xiaoxuan | 1500 m      |             |             | 2:15,98 min | 9          |
| Shi Xiaoxuan | Massenstart |             |             | 6:09,17 min | 11         |
| Fu Yuan      | 1500 m      |             |             | 2:11,94 min | 4          |
| Fu Yuan      | 3000 m      |             |             | 4:47,52 min | 5          |
| Fu Yuan      | Massenstart |             |             | Überrundet  | Überrundet |

### Shorttrack
| Athleten    | Wettbewerb | Viertelfinale | Viertelfinale | Halbfinale   | Halbfinale | Finale             | Finale             |
| Athleten    | Wettbewerb | Zeit          | Rang          | Zeit         | Rang       | Zeit               | Rang               |
| ----------- | ---------- | ------------- | ------------- | ------------ | ---------- | ------------------ | ------------------ |
| Jungen      |            |               |               |              |            |                    |                    |
| Lu Xiucheng | 500 m      | 44,504 s      | 2             | 1:20,806 min | 2          | PEN                | PEN                |
| Lu Xiucheng | 1000 m     | 1:30,764 min  | 3             | 1:32,822 min | 1          | 1:32,369 min       | 9                  |
| Xu Hongzhi  | 500 m      | 43,022 s      | 1             | 42,832 s     | 1          | 42,637 s           | Bronze             |
| Xu Hongzhi  | 1000 m     | 1:34,610 min  | 1             | 1:31,377 min | 2          | 1:29,576 min       | Bronze             |
| Mädchen     |            |               |               |              |            |                    |                    |
| Qu Chunyu   | 500 m      | 46,378 s      | 1             | 45,624 s     | 2          | PEN                | PEN                |
| Qu Chunyu   | 1000 m     | 1:39,607 min  | 2             | PEN          | PEN        | nicht qualifiziert | nicht qualifiziert |
| Xu Aili     | 500 m      | 45,416 s      | 1             | 45,673 s     | 1          | 44,593 s           | Silber             |
| Xu Aili     | 1000 m     | 1:36,614 min  | 1             | 1:35.362 min | 2          | 1:33,351 min       | Silber             |

### Skilanglauf
| Athleten | Wettbewerb     | Qualifikation | Qualifikation | Viertelfinale | Viertelfinale | Halbfinale         | Halbfinale         | Finale             | Finale             |
| Athleten | Wettbewerb     | Zeit          | Rang          | Zeit          | Rang          | Zeit               | Rang               | Zeit               | Rang               |
| -------- | -------------- | ------------- | ------------- | ------------- | ------------- | ------------------ | ------------------ | ------------------ | ------------------ |
| Jungen   |                |               |               |               |               |                    |                    |                    |                    |
| Mädchen  |                |               |               |               |               |                    |                    |                    |                    |
| Chun Ma  | 5 km klassisch |               |               |               |               |                    |                    | 16:34,9 min        | 20                 |
| Chun Ma  | Sprint         | 2:02,34 min   | 16            | 2:10,0 min    | 5             | nicht qualifiziert | nicht qualifiziert | nicht qualifiziert | nicht qualifiziert |

### Skispringen
| Athleten  | Wettbewerb    | Erste Runde | Erste Runde | Finale | Finale | Gesamt | Gesamt |
| Athleten  | Wettbewerb    | Weite       | Punkte      | Weite  | Punkte | Punkte | Rang   |
| --------- | ------------- | ----------- | ----------- | ------ | ------ | ------ | ------ |
| Mädchen   |               |             |             |        |        |        |        |
| Li Xueyao | Normalschanze | 59,5 m      | 82,1        | 58,0 m | 79,5   | 161,6  | 11     |